# Krakken (berg)
Krakken är ett berg i Antarktis. Det ligger i Östantarktis. Norge gör anspråk på området. Toppen på Krakken är 1 900 meter över havet.
Terrängen runt Krakken är platt åt nordost, men åt sydväst är den kuperad. Trakten är obefolkad. Det finns inga samhällen i närheten. 